# Шафранова, Лада Михайловна
Лада Михайловна Шафранова (1933—2017) — советский и российский ботаник, кандидат биологических наук, специалист в области биоморфологии (учения о жизненных формах растений).

## Биография
В 1957 году окончила кафедру геоботаники биолого-почвенного факультета МГУ им. М. В. Ломоносова.
С 1957 года техник-лаборант (затем — младший научный сотрудник) тропического отдела (оранжереи) Главного ботанического сада АН СССР.
В 1960—1963 году училась в аспирантуре под руководством И. Г. Серебрякова.
С 1964 года старший геоботаник Северной землеустроительной экспедиции института Росгипрозем.
С 1966 года младший научный сотрудник Реферативного журнала ВИНИТИ АН СССР.
В 1970 году защитила кандидатскую диссертацию на тему «О некоторых путях перехода от кустарников к травам в роде лапчатка (Potentilla L. s. l.)».
С 1971 года ассистент кафедры биологии в Московском государственном заочном педагогическом институте (доцент с 1981 года).

## Избранные труды
Автор и соавтор более 100 работ.
- Шафранова Л. М. О метамерности и метамерах у растений // Журнал общей биологии. — 1980. — Т. 41, № 3. — С. 437—447.
- Шафранова Л. М. Ветвление растений: процесс и результат // Жизненные формы: структура, спектры, эволюция. — М. : Наука, 1981. — С. 179—213.
- Шафранова Л. М. Существенные черты растительной формы жизни (к вопросу о содержании понятия «растение») // Тезисы докладов VII делегатского съезда ВБО. — Л. : Наука, 1983. — С. 254.
- Шафранова Л. М. Растение как жизненная форма (к вопросу о содержании понятия «растение») // Журнал общей биологии. — 1990. — Т. 51, № 1. — С. 72—90.
- Шафранова Л. М. Учебно-полевая практика по ботанике. — М. : Высшая школа, 1990. — 192 с. (В соавт. с М. М. Старостенковой, М. А. Гуленковой, Н. И. Шориной).
- Шафранова Л. М. Растение как объект гомологизации // Жизненные формы: онтогенез и структура. — М. : Прометей, 1993. — С. 219—222.
- Шафранова Л. М. Биоморфология растений и ее влияние на развитие экологии. — М. : МПГУ, 2009. — 86 с. (В соавт. с Л. Е. Гатцук, Н. И. Шориной).
- Шафранова Л. М. Учебно-полевая практика по ботанике. — 2-е изд. — М. : ГЭОТАР-Медиа, 2012. — 238 с. (В соавт. с М. М. Старостенковой, М. А. Гуленковой, Н. И. Шориной, Н. С. Барабанщиковой).
- Шафранова Л. М. Иван Григорьевич Серебряков: жизнь в фотографиях: к 100-летию со дня рождения / под общ. ред. В. П. Викторова. — М. : Принт-Сервис, 2014. — 94 с.